# Рудь, Сергей Леонидович
Сергей Леонидович Рудь (укр. Сергій Леонідович Рудь; род. 24 апреля 1977, Виньковцы, Хмельницкая область, Украинская ССР, СССР) — украинский военный, генерал-майор, начальник Управления государственной охраны Украины (16 октября 2019 — 9 мая 2024). В 2022 году стал членом Ставки Верховного главнокомандующего.

## Биография
В 1998 году окончил Академию Пограничных войск Украины имени Богдана Хмельницкого (бакалавр инженерной механики). В 2015 году окончил Институт Управления государственной охраны Украины Киевского национального университета имени Тараса Шевченко (профессионал по охранной деятельности и безопасности).
1994—1998 — курсант Академии Пограничных войск Украины.
1998—2002 — военная служба на должностях лиц офицерского состава специальных аэромобильных подразделений Пограничных войск Украины.
2002—2006 — военная служба на должностях лиц офицерского состава подразделений охраны органов государственной власти Украины в Управлении государственной охраны Украины.
2006—2011 — военная служба на должностях лиц офицерского состава в Департаменте работы с личным составом Управления государственной охраны Украины.
2011—2018 — военная служба на руководящих должностях Института Управления государственной охраны Украины Киевского национального университета имени Тараса Шевченко.
2018 — май 2019 — военная служба на руководящих должностях в Департаменте личной охраны Управления государственной охраны Украины.
Май — октябрь 2019 — заместитель начальника Службы безопасности Президента Украины Управления государственной охраны Украины.
В 2022 году стал членом Ставки Верховного главнокомандующего.